# 4-4-0
De acuerdo con la notación Whyte para la clasificación de locomotoras de vapor por su disposición de ruedas, la denominación 4-4-0 describe un tipo de máquina con cuatro ruedas delanteras en dos ejes (generalmente, en un bogie); y otras cuatro ruedas motrices acopladas en dos ejes; careciendo de ruedas traseras. Debido a la gran cantidad de estas locomotoras que se produjeron y usaron en los Estados Unidos, la disposición 4-4-0 se conoce más comúnmente como el tipo "americano", pero posteriormente también se hizo popular en el Reino Unido, donde se fabricó en grandes cantidades.
Casi todos los ferrocarriles importantes que operaron en América del Norte en la primera mitad del siglo XIX poseían y operaban locomotoras de este tipo.
 El primer uso del nombre American para describir locomotoras de esta disposición de ruedas fue realizado por la Railroad Gazette en abril de 1872. Anteriormente, esta disposición de ruedas era conocida como estándar o de ocho ruedas.
Este tipo de locomotora tuvo tanto éxito en los ferrocarriles de los Estados Unidos de América que muchas locomotoras 4-2-0 y 2-4-0 anteriores se reconstruyeron como 4-4-0 a mediados del siglo XIX.
También se construyeron algunas locomotoras tipo tanque (con depósito de agua incorporado) 4-4-0, pero la gran mayoría con esta disposición de ruedas eran máquinas con ténder.

## Desarrollo

### Desarrollo estadounidense
Cinco años después de que comenzara en los Estados Unidos la construcción de una novedosa locomotora en la West Point Foundry con la Best Friend of Charleston 0-4-0 en 1831, Henry R. Campbell, por entonces ingeniero jefe del Ferrocarril de Filadelfia, Germantown y Norristown diseñó la primera locomotora 4-4-0. Campbell recibió una patente por su diseño en febrero de 1836 y pronto se puso a trabajar en la construcción de la primera locomotora 4-4-0.
En ese momento, la 4-4-0 de Campbell era un gigante entre las locomotoras. Sus cilindros tenían un diámetro interior de 14 pulgadas (35,6 cm) con una carrera de pistón de 16 pulgadas (40,6 cm), tenían ruedas motrices de 54 pulgadas (137,2 cm) de diámetro, podían mantener una presión de vapor de 90 libras por pulgada cuadrada (63,3 mca) y pesaban 12 toneladas cortas (10,9 t). Se estimó que la locomotora de Campbell podía tirar de un tren de 450 toneladas cortas (408,2 t) a 15 millas por hora (24,1 km/h) en vías niveladas, superando a la más fuerte de los Baldwin 4-2-0 en esfuerzo de tracción en aproximadamente un 63%. Sin embargo, el bastidor y el engranaje de conducción de su locomotora resultaron ser demasiado rígidos para los ferrocarriles de la época, lo que provocó que el prototipo de Campbell fuera propenso a descarrilar. La causa más obvia fue la carencia de un sistema de equilibrado del peso de las ruedas tractoras.

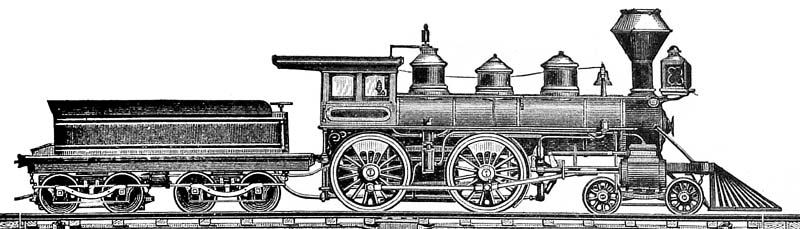
Grabado de una locomotora 4-4-0 (años 1880)

Casi al mismo tiempo que Campbell estaba construyendo su 4-4-0, la compañía de Eastwick y Harrison estaba construyendo su propia versión. Esta locomotora, llamada Hercules, se completó en 1837 para el Ferrocarril de Beaver Meadow. Se construyó con un bogie delantero que estaba separado del bastidor de la locomotora, lo que lo hacía mucho más adecuado para las curvas cerradas y los rápidos cambios de pendiente de los primeros ferrocarriles. Inicialmente, la Hercules tuvo problemas para inscribirse adecuadamente en las curvas, circunstancia que se corrigió dándole un sistema de suspensión efectivo cuando se lo devolvió a su constructor para su remodelación.

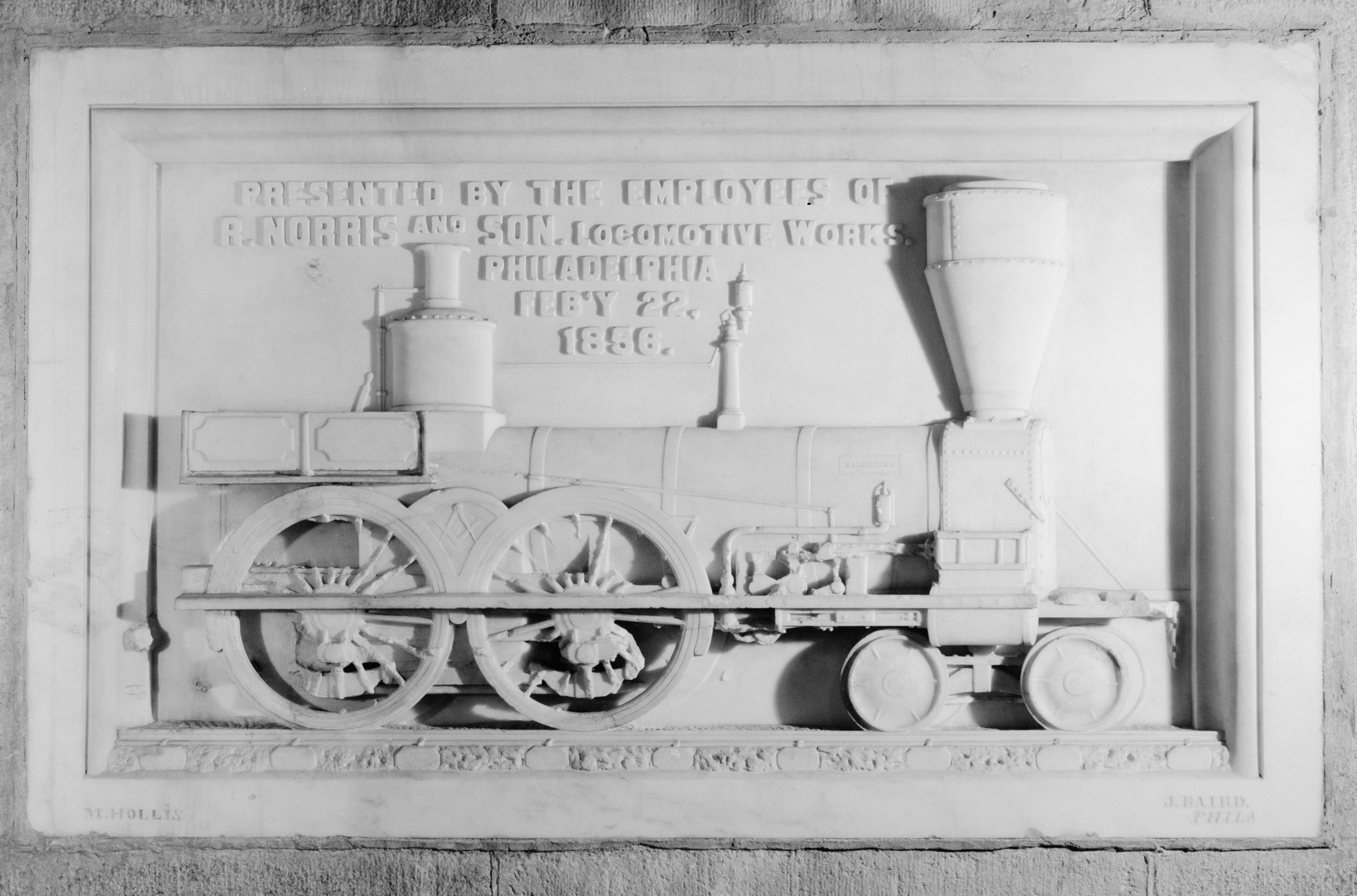
Bajorrelieve de 1856 de una 4-4-0 encargado por Norris Locomotive Works, que representa un modelo anterior a la adopción de la cabina cubierta

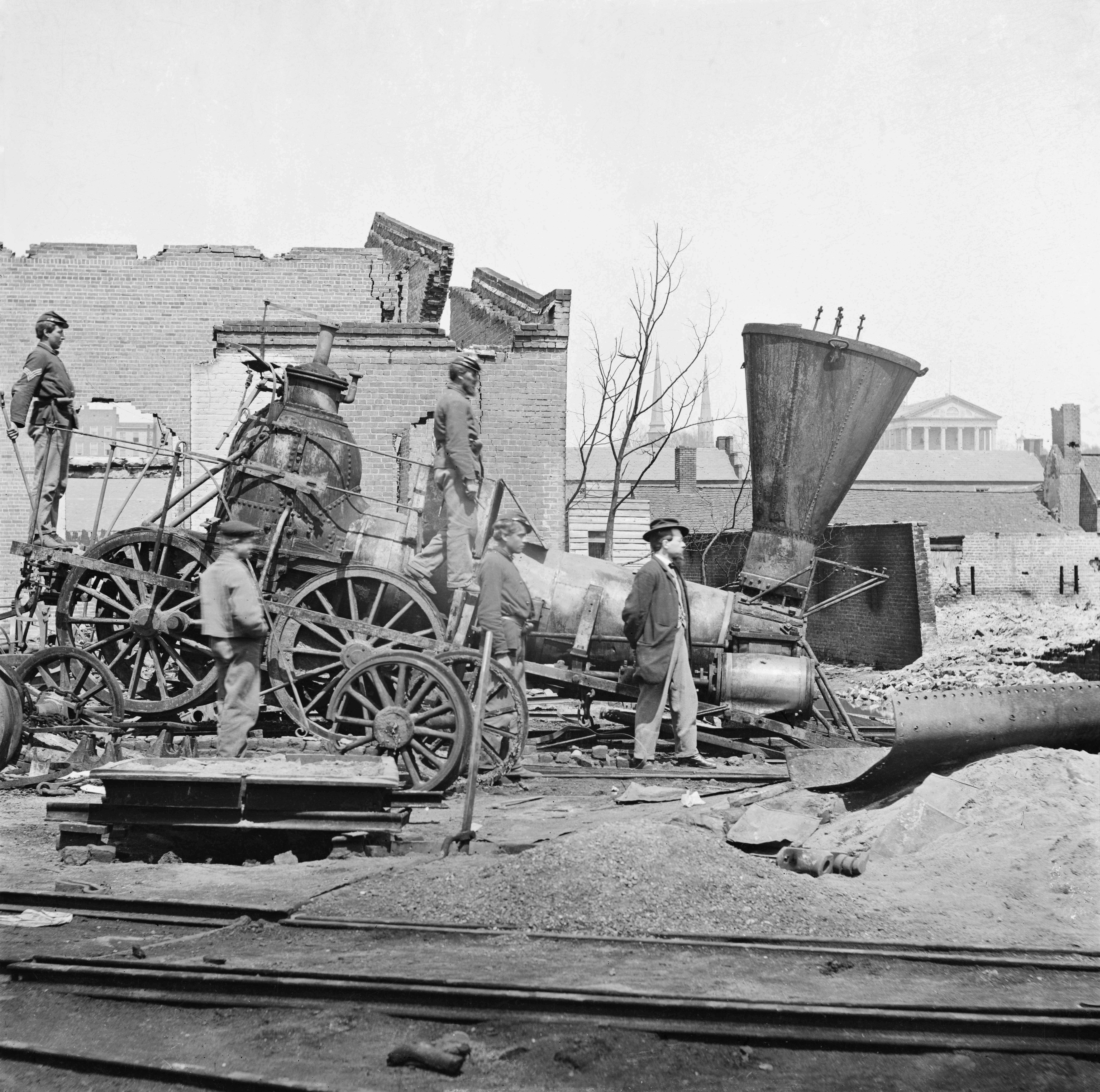
Restos de una locomotora 4-4-0 del Ferrocarril de Richmond & Petersburg en Richmond, Virginia (1865)

Aunque la Hercules y sus sucesoras de Eastwick y Harrison demostraron la viabilidad de la nueva disposición de las ruedas, la empresa siguió siendo la única constructora de este tipo de locomotora durante otros dos años. Norris Locomotive Works construyó su primera 4-4-0 en 1839, seguida por Rogers Locomotive and Machine Works, Locks & Canals Machine Shop y Newcastle Manufacturing Company en 1840. Después de que Henry Campbell demandó a otros fabricantes y ferrocarriles por infringir su patente, Baldwin llegó a un acuerdo con él en 1845 mediante la compra de una licencia para construir máquinas 4-4-0.

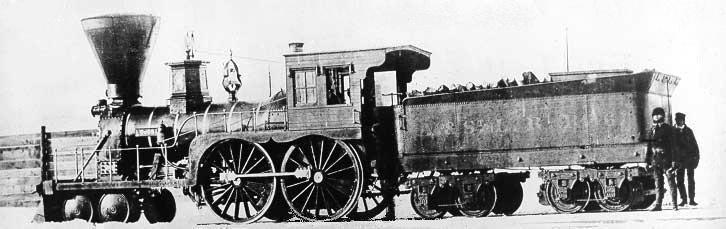
Locomotora Coos del Ferrocarril de St Lawrence & Atlantic de batalla corta en Longueuil, Quebec (hacia 1856)

A medida que avanzaba la década de 1840, el diseño de las 4-4-0 cambió poco, pero sus dimensiones aumentaron. La caldera se alargó, las ruedas tractoras crecieron en diámetro y se incrementó el área de la rejilla del fogón. Las primeras 4-4-0s eran lo suficientemente cortas como para que fuera más práctico conectar los pistones al eje tractor trasero, pero a medida que se alargó la caldera, las bielas se conectaron con más frecuencia al eje tractor delantero.
En la década de 1850, los fabricantes de locomotoras comenzaron a ampliar la distancia entre ejes del bogie principal y de los ejes tractores, así como de los bogies auxiliares. Al colocar los ejes más separados, los fabricantes pudieron montar una caldera más ancha completamente por encima de las ruedas, que se extendía más allá del perfil de las ruedas. Esto dio a las locomotoras más nuevas una mayor capacidad de generar vapor, lo que se tradujo en un mayor esfuerzo de tracción. De manera similar, al colocar los ejes delanteros del bogie más separados, los cilindros se colocaron entre ellos en una orientación más horizontal, distribuyendo así el peso de la máquina de manera más uniforme al tomar trazados irregulares y curvas cerradas. Estos avances, combinados con la adaptación cada vez más extendida del deflector de objetos delanteros, de campanas y de faros, darían a las locomotoras 4-4-0 la apariencia por la que serían más reconocidas por quienes las veían pasar en todo el mundo.
El diseño y las mejoras posteriores de la configuración 4-4-0 tuvieron tanto éxito que, en 1872, el 60 % de la construcción de locomotoras de Baldwin era de este tipo y se estima que el 85 % de todas las locomotoras en funcionamiento en los Estados Unidos eran 4-4-0. Sin embargo, pronto serían suplantadas por diseños más grandes, como las 2-6-0 y las 2-8-0, aunque la disposición de ruedas 4-4-0 todavía era la favorita para los servicios expresos. La adopción generalizada de las máquinas 4-6-0 y de locomotoras más grandes finalmente ayudó a sellar su destino como un producto del pasado.
Aunque habían sido relevadas del servicio en América del Norte a principios del siglo XX en gran medida, Baldwin Locomotive Works produjo dos unidades para los Ferrocarriles Unidos de Yucatán de vía estrecha a principios de 1946, probablemente las últimas máquinas de esta disposición de ruedas destinadas al uso general. A partir de las últimas décadas del siglo XX se han fabricado a medida algunas unidades para parques de atracciones, cuya apariencia se asemeja a la de los primeros diseños.

### Desarrollo británico
Las primeras locomotoras británicas en utilizar la disposición de ruedas 4-4-0 fueron las locomotoras tanque para vías de gran ancho (de 7 pies 1/4 plg (2140 mm)) que aparecieron en 1849. La primera clase de locomotoras con ténder británicas, aunque tuvo un éxito limitado, fue la Clase Waverley para vía de gran ancho del Great Western Railway, diseñada por Daniel Gooch y construida por Robert Stephenson and Company en 1855.
La primera locomotora ténder británica 4-4-0 de estilo estadounidense para vías de ancho estándar (de 4 pies 8,5 plg (1435 mm)), diseñada por William Bouch para el Ferrocarril de Stockton y Darlington en 1860, siguió la práctica estadounidense con dos cilindros externos.
La principal contribución de Gran Bretaña al desarrollo de la disposición de ruedas 4-4-0 fue la versión de cilindros interiores, lo que se tradujo en una locomotora más estable al ser menos propensa a oscilar a gran velocidad. Este tipo fue introducido en Escocia en 1871 por Thomas Wheatley del Ferrocarril Británico del Norte.

## Utilización

### Australia

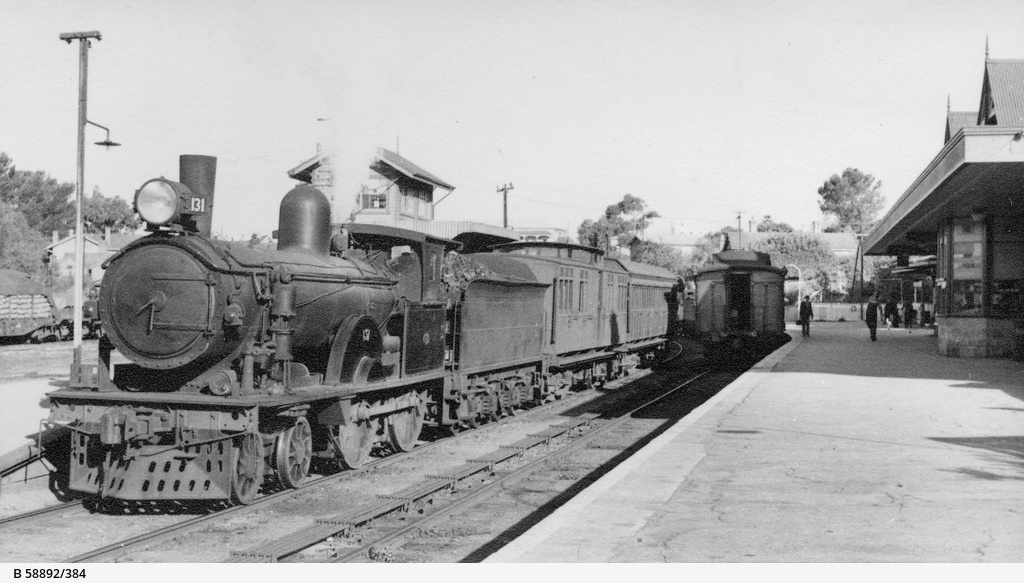
Locomotora South Australian Railways Clase S No. 151, en (1951)

Las primeras 4-4-0 aparecieron en Australia del Sur en 1859. A partir de ese pedido inicial de dos locomotoras, el número de esta disposición de ruedas se multiplicó y finalmente apareció en la mayoría de las colonias australianas. Versiones con depósito auxiliar y tipo tanque, que variaban en tamaño desde máquinas pequeñas hasta grandes locomotoras para trenes expresos con ruedas motrices de 6 pies 6 pulgadas (1981 mm) de diámetro, operaron en Victoria, Nueva Gales del Sur, Australia Occidental y Tasmania para distintos anchos de vía (3 pies 6 plg (1067 mm), 4 pies 8,5 plg (1435 mm) Ancho estándar y
5 pies 3 plg (1600 mm) Ancho victoriano).
Las locomotoras originalmente procedían de constructores británicos, como Dübs & Company y Beyer Peacock. Pero desde finales de la década de 1870 hasta la de 1880, los ferrocarriles también compraron locomotoras de constructores estadounidenses, principalmente de Baldwin, así como algunas unidades compradas a Rogers Locomotive and Machine Works de Nueva Jersey. A partir de la década de 1880, empresas locales como James Martin & Co de Gawler (Australia del Sur) y Phoenix Foundry de Ballarat (Victoria), también fabricarían sus propias locomotoras. En Nueva Gales del Sur y Victoria, el tipo 4-4-0 copo los servicios principales de pasajeros hasta principios del siglo XX. En Australia Occidental, algunas de estas máquinas se convirtieron posteriormente en 4-4-2.

### Finlandia

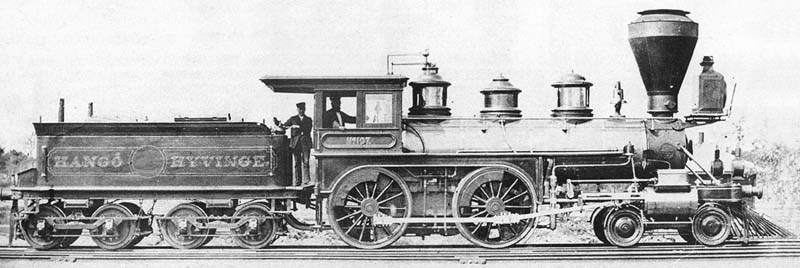
Locomotora finlandesa Clase A4 de 1872

En Finlandia, el tipo 4-4-0 estuvo representado por las Clases A1, A2, A3, A4, A5, A6 y A7.
- La Clase A4 era una serie de nueve locomotoras, construidas en 1872 y 1873 por Baldwin Locomotive Works para el Ferrocarril Hanko-Hyvinkää.
- La Clase A5 era una serie de solo dos locomotoras, construidas en 1874 y 1875 por los talleres del Ferrocarril Estatal Finlandeses de Helsinki. Una de ellas se conserva en el Museo del Ferrocarril de Finlandia.

### Mozambique

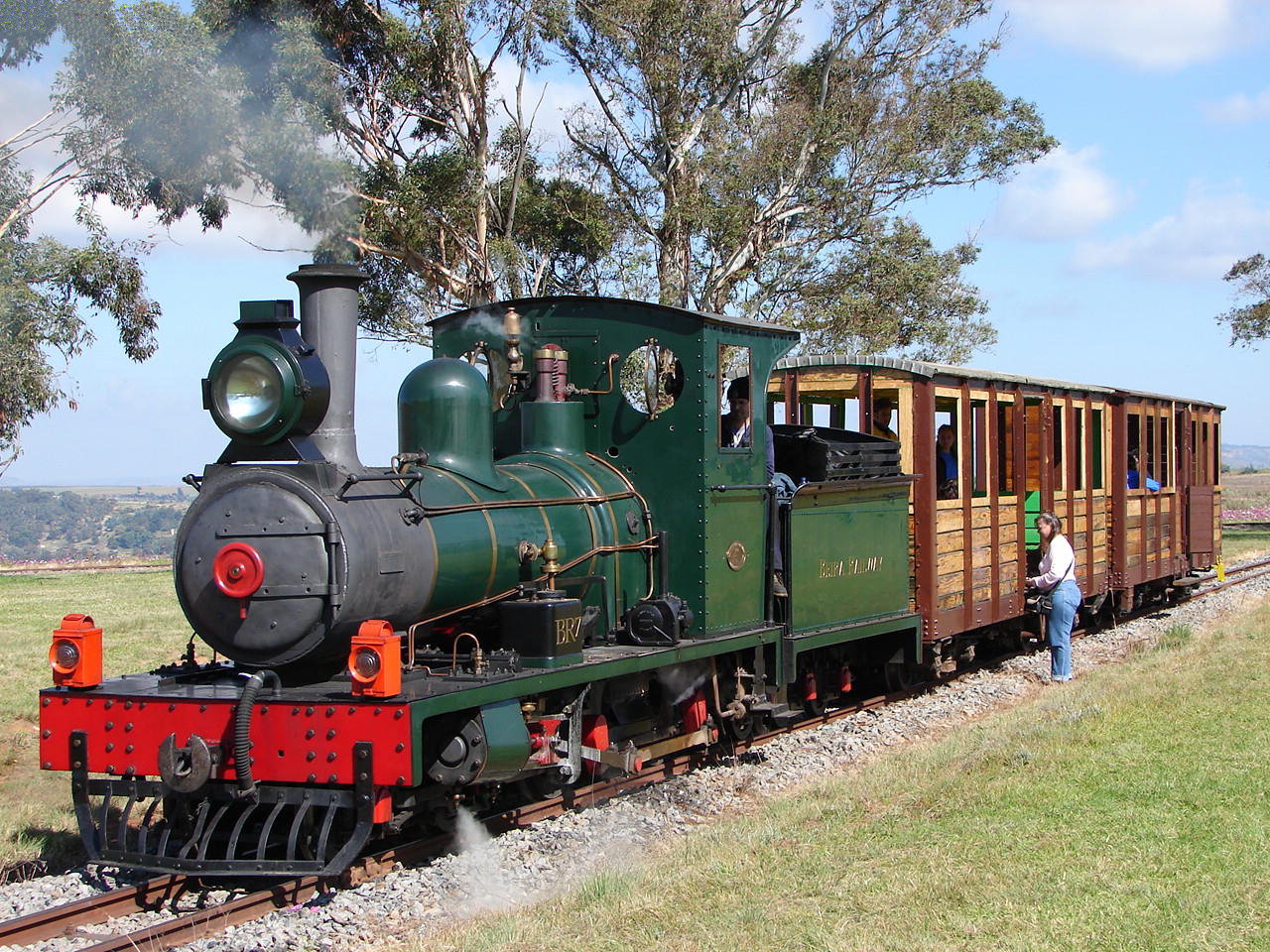
Locomotora del Ferrocarril de Beira Falcon F2 restaurada

Entre 1895 y 1898, Pauling & Company puso en servicio 42 locomotoras ténder Falcon F2 y F4 4-4-0 en el ferrocarril de vía estrecha (de 2 pies (610 mm)) que se estaba construyendo para el Ferrocarril de Beira en Mozambique. Fueron suministrados en seis lotes por Falcon Engine & Car Works en Inglaterra y por Glasgow Railway Engineering Company en Escocia.
En servicio, estas locomotoras fueron apodadas "Lawleys" en honor al subcontratista de construcción del Ferrocarril de Beira. La construcción del último lote de diez locomotoras F4 fue subcontratada por Falcon a la Glasgow Railway Engineering Company en Escocia y, en consecuencia, a menudo se las denominaba "Drummond F4".
La Falcon F4 era más grande y pesada que la anterior F2, con un esfuerzo de tracción que se incrementó desde las 3000 libras (13,3 kN) de las F2 hasta las 3987 libras (17,7 kN) al 75% de la presión de la caldera de las F4. Podía transportar 180 toneladas largas (182,9 t) por las pendientes de la línea, en comparación con las 160 toneladas largas (162,6 t) que podían remolcar las F2.

### Nueva Zelanda
Las locomotoras tanque NZR Clase LA de 1887 fueron construidas en Gran Bretaña por Nasmyth, Wilson & Company en 1887 para la Compañía delFerrocarril Midland de Nueva Zelanda. Pasaron a manos del Departamento de Ferrocarriles de Nueva Zelanda en 1900, cuando el gobierno adquirió la todavía incompleta Línea del Midland neozelandés.

### Rodesia
Cuando el Ferrocarril Beira en Mozambique adaptó el ancho de sus vías a 3 pies 6 plg (1067 mm) en 1900 y se puso en servicio todo el parque de locomotoras 4-4-0 Lawley, seis de las locomotoras mozambiqueñas F4 fueron adquiridas por el Ferrocarril de Ayrshire, que entonces estaba en construcción en Rhodesia del Sur. Permanecieron en servicio allí hasta 1914, cuando esta línea también se convirtió al ancho de El Cabo y pasó a ser el ramal de Sinoia del Ferrocarril de Beira, Mashonaland y Rhodesia.

### Sudáfrica

#### Vía estrecha
En 1907 y 1910, la Propiedad Azucarera de Tongaat de Natal adquirió dos locomotoras tanque 4-4-0 de WG Bagnall para su línea de vía estrecha de 2 pies (610 mm). Estas locomotoras tenían cilindros de 9 por 14 pulgadas (229 por 356 mm). Otras once locomotoras similares, pero con cilindros de 10 por 15 pulgadas (254 por 381 mm), fueron entregadas por el mismo fabricante entre 1926 y 1946.

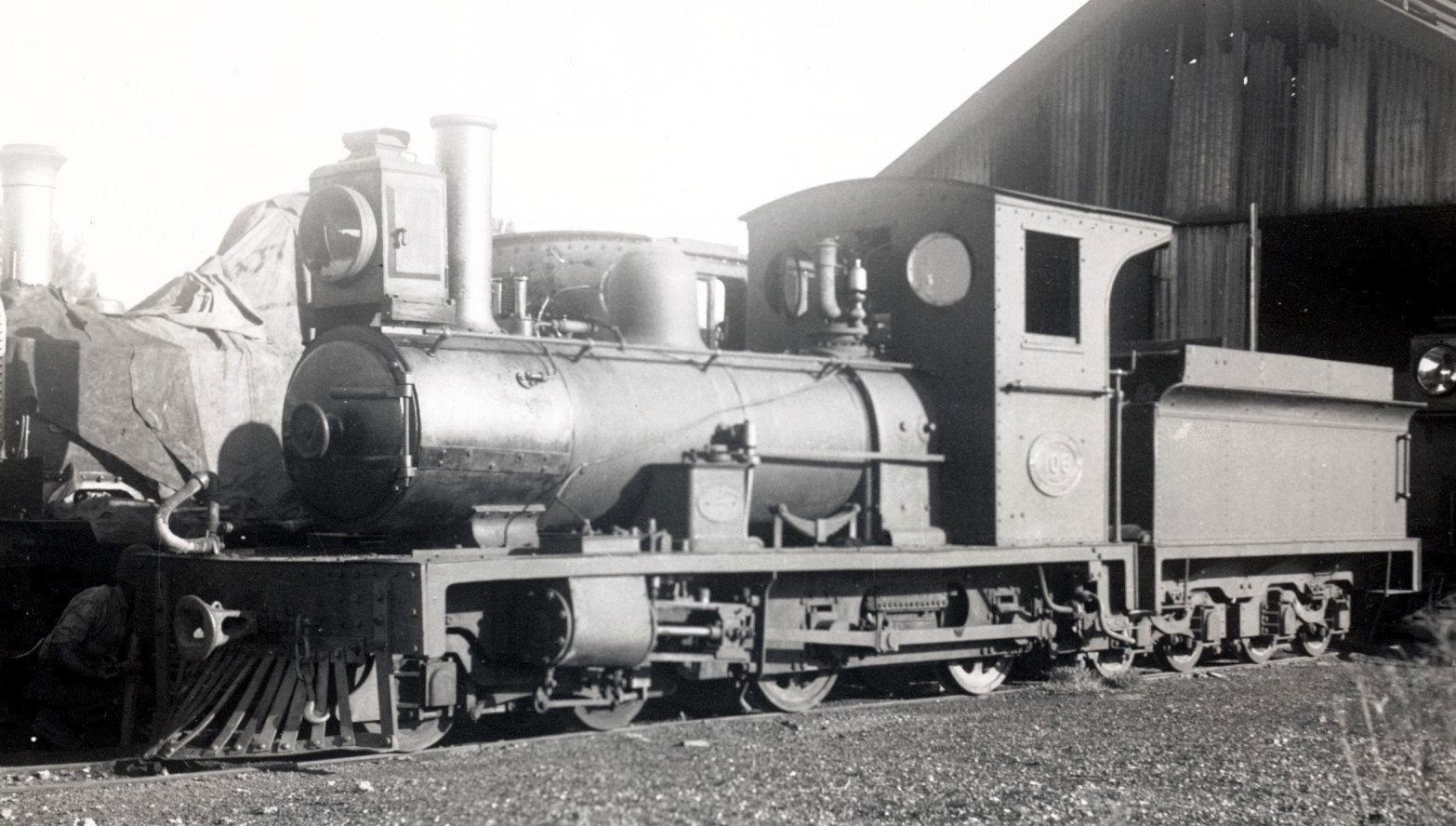
Locomotora SAR Clase NG6 Nº 106

En 1915, trece de las locomotoras Falcon F2 y F4 de vía estrecha retiradas del Ferrocarril de Beira fueron adquiridas a Mozambique por las Fuerzas de Defensa de la Unión para su uso en Sudáfrica, donde reemplazaron a las locomotoras que habían sido requisadas para el esfuerzo de guerra en el África del Sudoeste Alemana durante la Primera Guerra Mundial. Al final de la guerra, estas locomotoras se reorganizaron para quedar al servicio de los Ferrocarriles de Sudáfrica (SAR) en 1921. Cuando el SAR finalmente introdujo un sistema de agrupación de locomotoras de vía estrecha en clases entre 1928 y 1930, se clasificaron como Clase NG6.
En 1936, Bagnall construyó una única locomotora tanque 4-4-0 denominada Burnside, que contaba con cilindros de 11+1/2 por 15 pulgadas (292 por 381 mm) y se empleó en la línea de 2 pies 0+1/2 plg (622 mm) de ancho de la plantación de azúcar de Natal Estates en Mount Edgecombe en Natal.

#### Ancho estándar

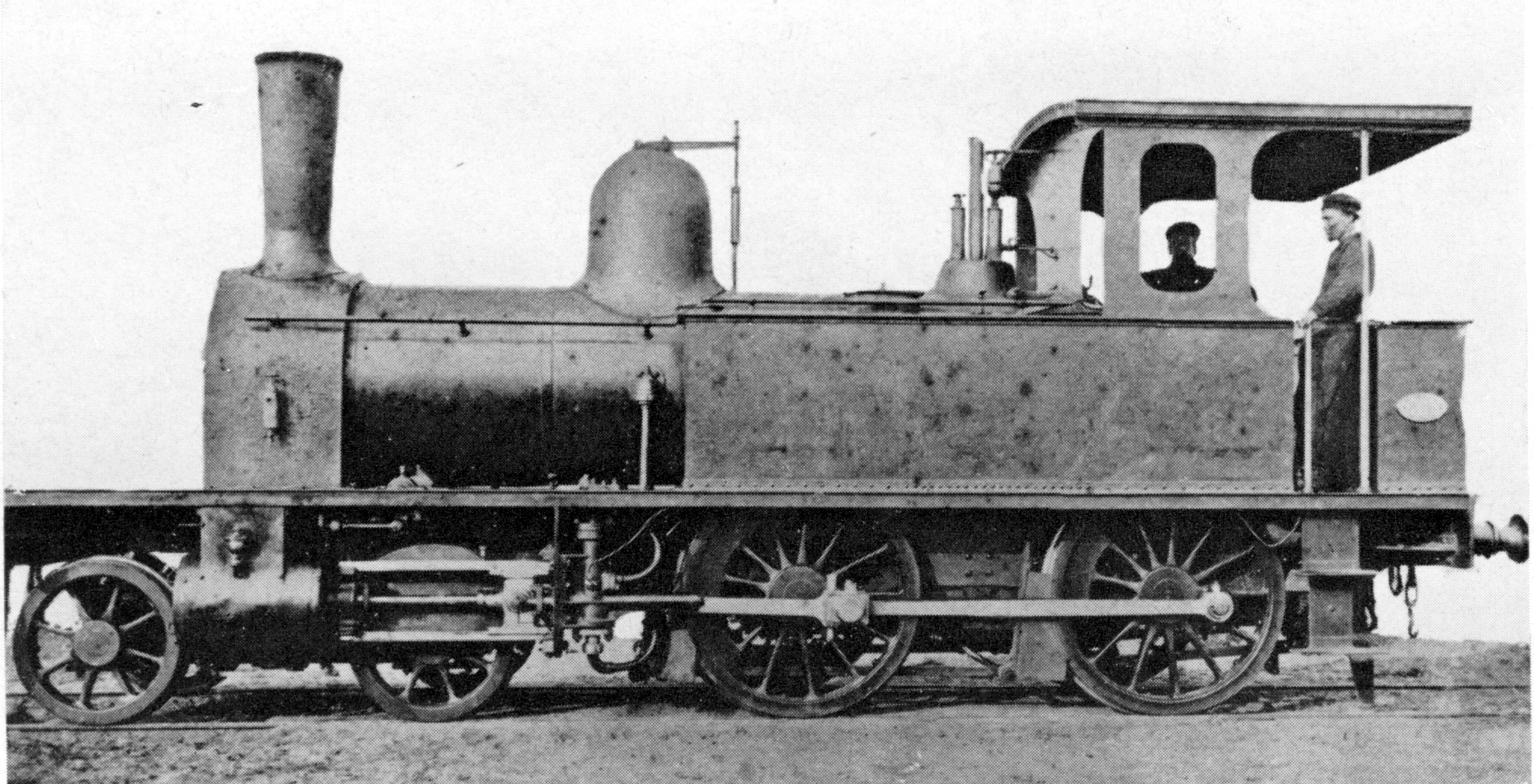
Locomotora Perseverance de la Compañía del Ferrocarril de Natal

La tercera locomotora con ancho de vía de 4 pies 8,5 plg (1435 mm) Ancho estándar adquirida por la Compañía del Ferrocarril de Natal fue entregada en enero de 1876, dieciséis años después de la inauguración de la vía férrea. Era una máquina 4-4-0 con depósitos laterales, construida por Kitson & Company, denominada Perseverance. Esta fue la última locomotora de ancho estándar de la que dispuso la compañía antes del establecimiento de los Ferrocarriles del Gobierno de Natal en 1877 y de la conversión del ancho de vía estándar al ancho de El Cabo de 1067 mm (3' 6").

#### Ancho de El Cabo

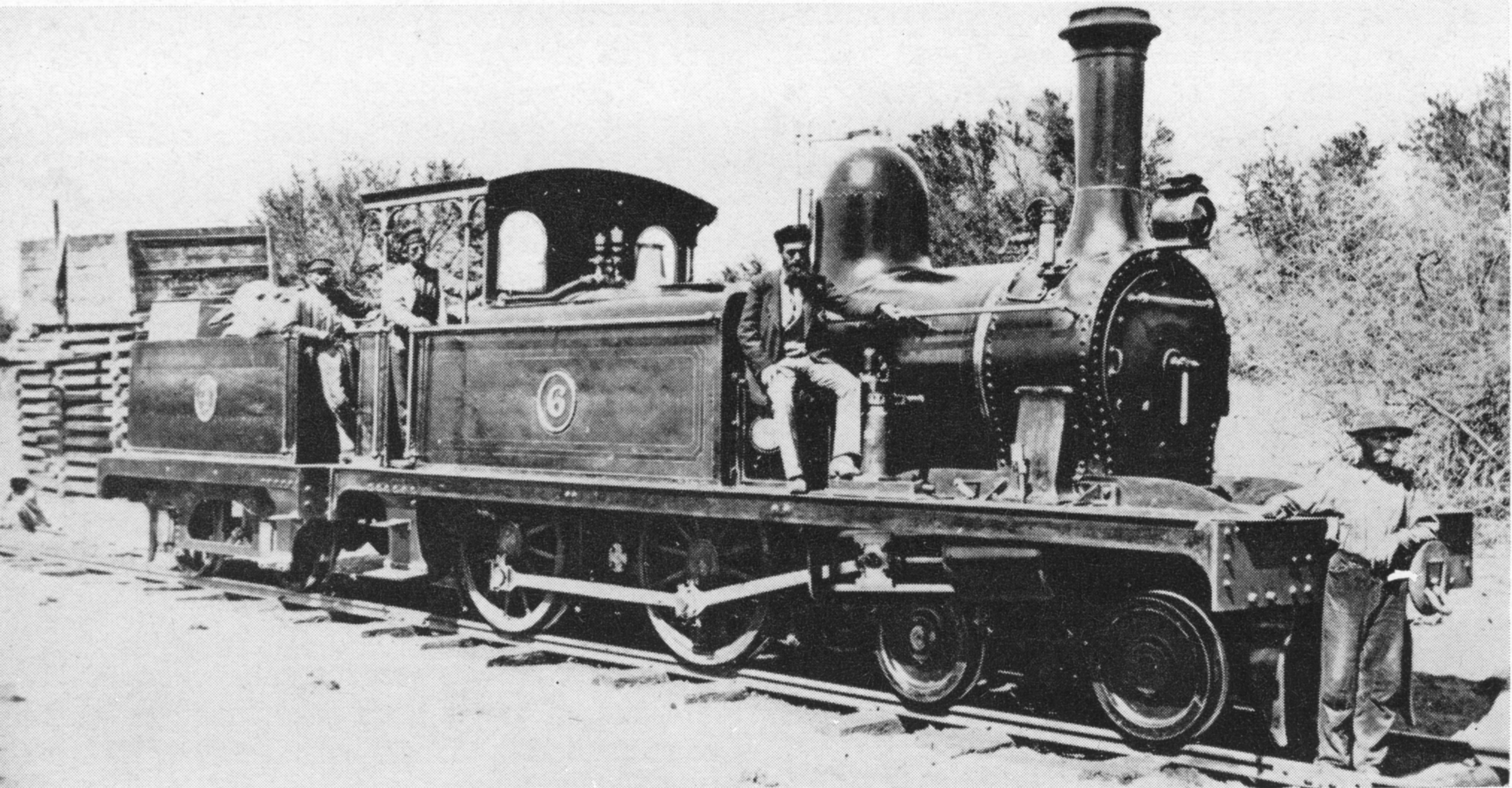
Locomotora CGR Clase 1st con ténder opcional

Los Ferrocarriles del Gobierno de El Cabo (CGR) adquirieron siete locomotoras con depósitos laterales a Robert Stephenson and Company (CGR) en 1875. Como se confirmó que eran máquinas rápidas y fiables, en 1880 se entregaron cuatro más, construidas por Neilson & Company y prácticamente idénticas a las siete anteriores, pero equipadas con pequeños ténderes de agua opcionales de cuatro ruedas. Todas fueron denominadas Clase 1st cuando los CGR introdujeron un sistema de clasificación de locomotoras.
En 1879, los Ferrocarriles del Gobierno de El Cabo pusieron en servicio cuatro locomotoras ténder de la Clase 1st, construidas por la Avonside Engine Company. Estaban destinadas al servicio rápido de pasajeros en los sistemas de El Cabo Oeste y de El Cabo Este, y fueron seguidas en 1880 por once máquinas más fabricadas por Neilson & Company.
En 1881, los CGR pusieron en servicio seis locomotoras tanque y ténder Clase 1st más en su sistema Midland de El Cabo. Fueron construidas por Neilson & Company como máquinas ténder sin depósitos de carbón a bordo y con ténderes de carbón y agua conectados permanentemente. Dos de ellas se convirtieron en máquinas del SAR Clase 01 en 1912.

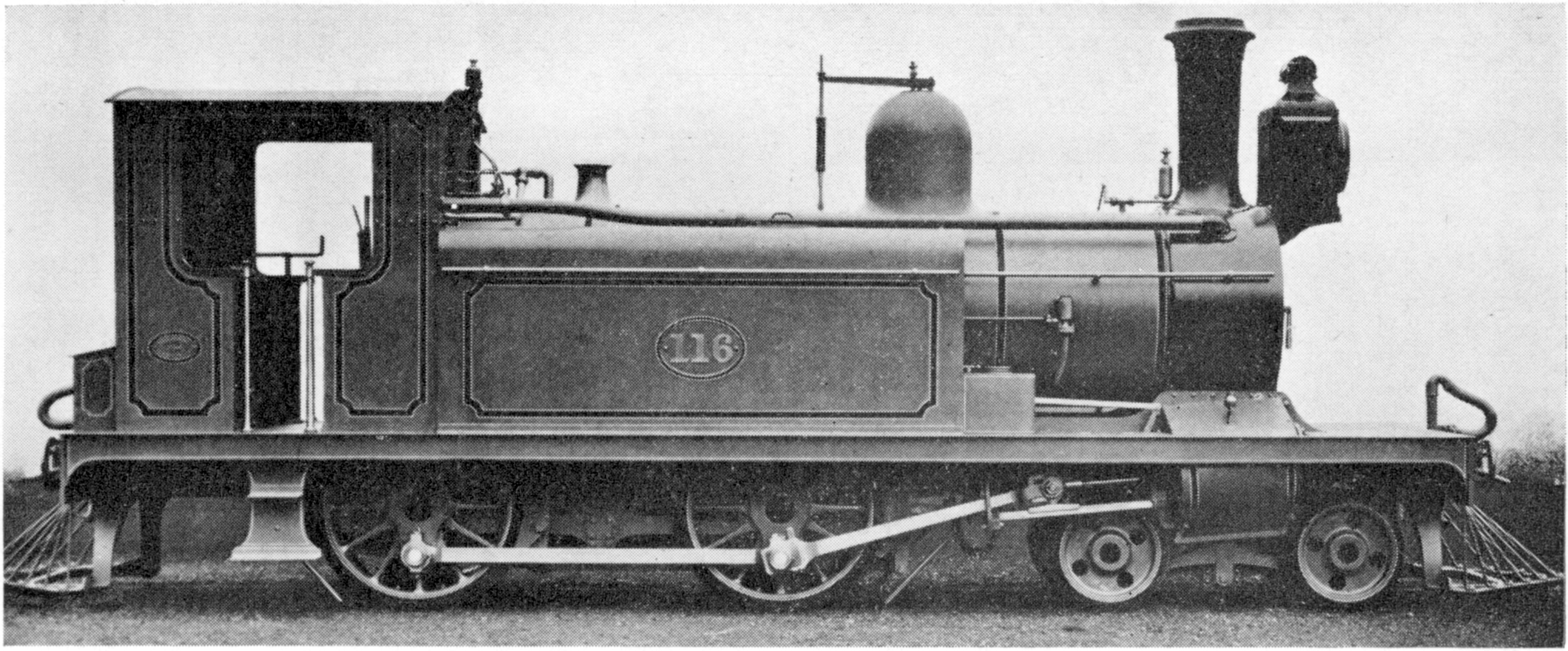
Locomotora Wynberg Tank, c. 1882

Entre 1882 y 1891, Neilson y Dübs & Company entregaron a los CGR once locomotoras con depósito incorporado 4-4-0 para la línea suburbana Wynberg en Ciudad del Cabo. Designadas Clase 2nd y conocidas como Tanques Wynberg, diez de ellas se convirtieron en SAR Clase 02 en 1912.
En 1882, dos locomotoras tanque denominadas 'Grahamstown y Bathurst comenzaron a prestar el servicio de pasajeros en el ferrocarril privado de Kowie entre Grahamstown y Port Alfred, que todavía estaba en construcción en ese momento.

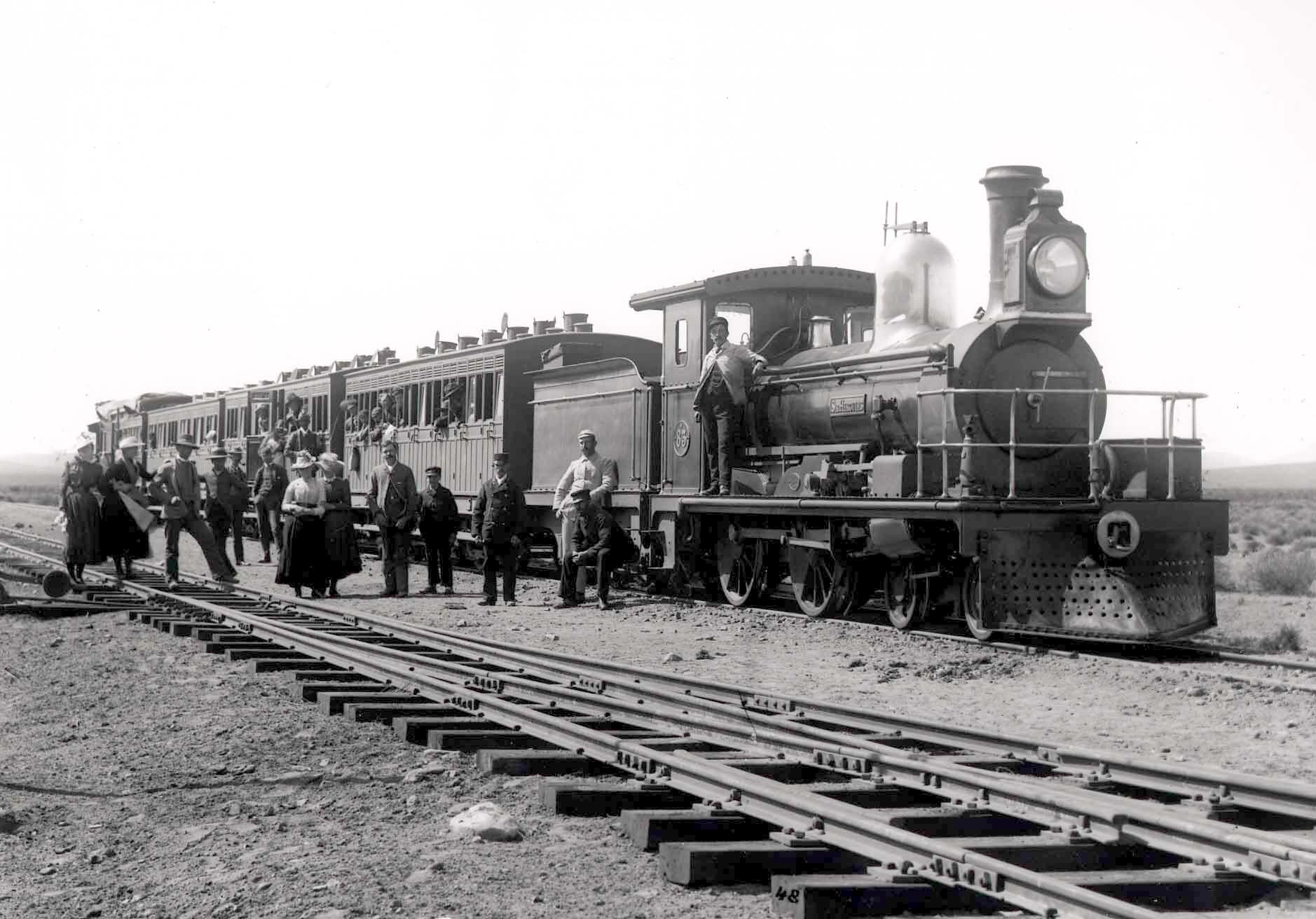
Locomotora CGR Clase 3rd 4-4-0 Sir Hercules

Dieciocho locomotoras con ténder de pasajeros fueron entregadas a los CGR por Neilson & Company en 1883, denominadas como Clase 3rd. Fueron encargadas para cubrir el servicio de pasajeros desde Ciudad del Cabo, East London y Puerto Elizabeth respectivamente, y estaban equipadas con ténderes de seis ruedas.
En 1884, los CGR pusieron en servicio dos locomotoras ténder experimentales Clase 3rd, diseñadas por Cape Eastern System para poder utilizar el carbón local de poca calidad debido a su alto contenido de materia incombustible.
En 1889, se pusieron en servicio 24 locomotoras ténder Clase 3rd. Fueron las primeras locomotoras producidas en serie que se construyeron en cantidad según los diseños detallados preparados en la Colonia de El Cabo.

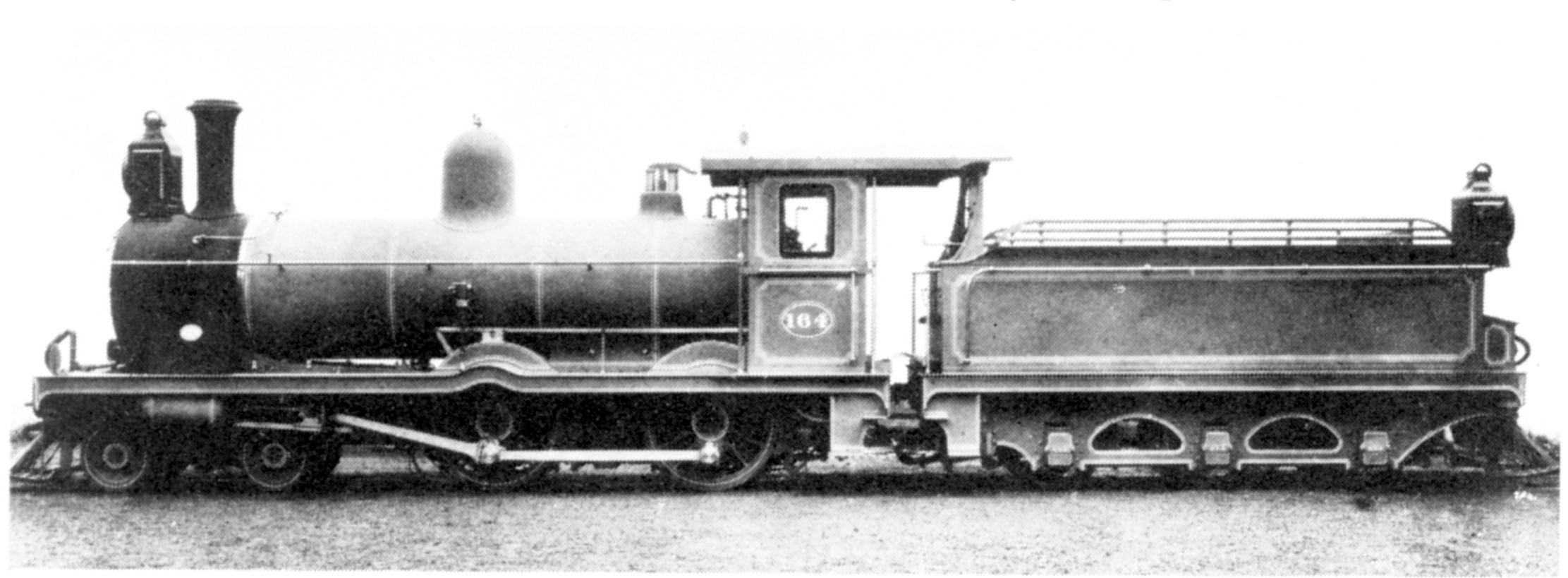
Locomotora CGR Clase 3rd Wynberg Tender

En 1898 se pusieron en servicio seis locomotoras Clase 3rd Wynberg Tender destinadas al transporte de pasajeros en las líneas suburbanas de Ciudad de El Cabo.
En 1901 se añadieron otras seis locomotoras Clase 3rd Wynberg Tender en el servicio suburbano de la Ciudad de El Cabo. Eran una versión más pesada y potente de las locomotoras de 1898, siendo diseñadas para alcanzar una mayor velocidad, con las ruedas acopladas más grandes de cualquier locomotora de los CGR hasta entonces, con un diámetro de 60 pulgadas (1524,0 mm).
En 1903 se introdujeron las últimas ocho máquinas de la Clase 3rd Wynberg Tenders en el servicio suburbano de la Ciudad de El Cabo. Si bien a primera vista parecían ser prácticamente idénticas a las locomotoras de 1901, eran más pesadas y potentes.

### Reino Unido

#### Locomotoras tanque

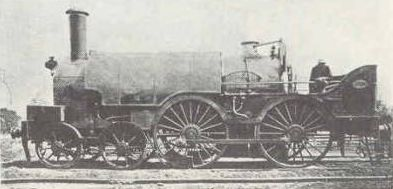
Locomotora Clase Bogie 4-4-0ST Horace de 1854

Las máquinas del tipo 4-4-0T comenzaron a aparecer en las líneas con vías de gran ancho (de 7 pies 1/4 plg (2140 mm)) en el Reino Unido a partir de 1849. El Great Western Railway construyó locomotoras tanque Clase Bogie para el Ferrocarril del Sur de Devon en 1849, así como otra serie de máquinas similares para su propio uso durante 1854 y 1855. Entre 1851 y 1876, el Ferrocarril del Sur de Devon adquirió seis máquinas más tipo tanque, y el Ferrocarril de Vale of Neath otras nueve. El Ferrocarril de Brístol y Exeter introdujo varios tipos de máquinas 4-4-0ST después de 1855.
William Adams construyó una serie de distintos tipos de locomotoras 4-4-0T de ancho de vía estándar para el Ferrocarril del Norte de Londres entre 1863 y 1876. Posteriormente construyó las LSWR Clase 46 para el Ferrocarril de Londres y del Suroeste en 1879. Otros tipos británicos de máquinas 4-4-0T fueron las de la Clase A del Metropolitan Railway de Londres, construidas por Beyer, Peacock & Company en 1864, y las Highland Railway Clase O de 1878 y las Clase P de 1893-94. También en 1864, John Lambie, del Ferrocarril de Caledonia, construyó doce locomotoras de la Clase 1 4-4-0T.

#### Locomotoras con ténder de cilindros interiores

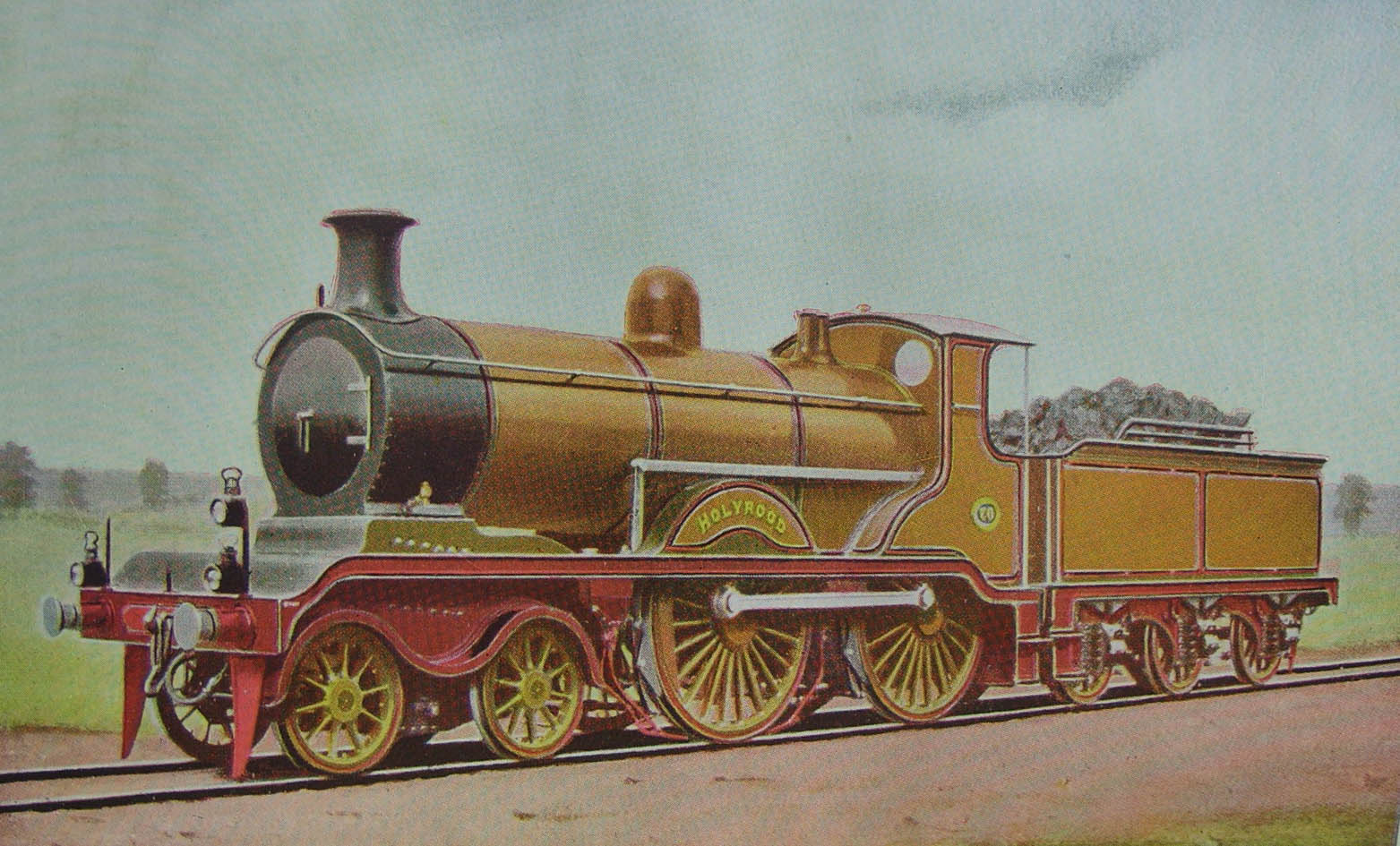
Locomotora LB&SCR Clase B4, típica del diseño británico con bastidor interior/cilindro interior (c.1910)

Entre 1876 y 1903, Samuel Johnson del Ferrocarril de Midland construyó 350 locomotoras ténder de cilindros interiores con varios diseños, en particular la Midland Railway Clase 483. El tipo fue particularmente refinado por John F. McIntosh del Ferrocarril de Caledonia, con sus clases Dunalastair y Breadalbane de 1896 a 1898. Además, Wilson Worsdell del Ferrocarril del Noreste diseñó seis clases entre 1896 y 1909. Otros tipos notables incluyeron a la Clase T9 del Ferrocarril de Londres y del Suroeste de 1899 y a la Clase Precursor del Ferrocarril de Londres y del Noroeste de 1904.
Desde mediados de la década de 1890 hasta después de la Primera Guerra Mundial, los cilindros interiores eran la disposición estándar para las máquinas del tipo 4-4-0 que remolcaban los expresos británicos, aunque también se utilizaron en el servicio de tráfico mixto en años posteriores.

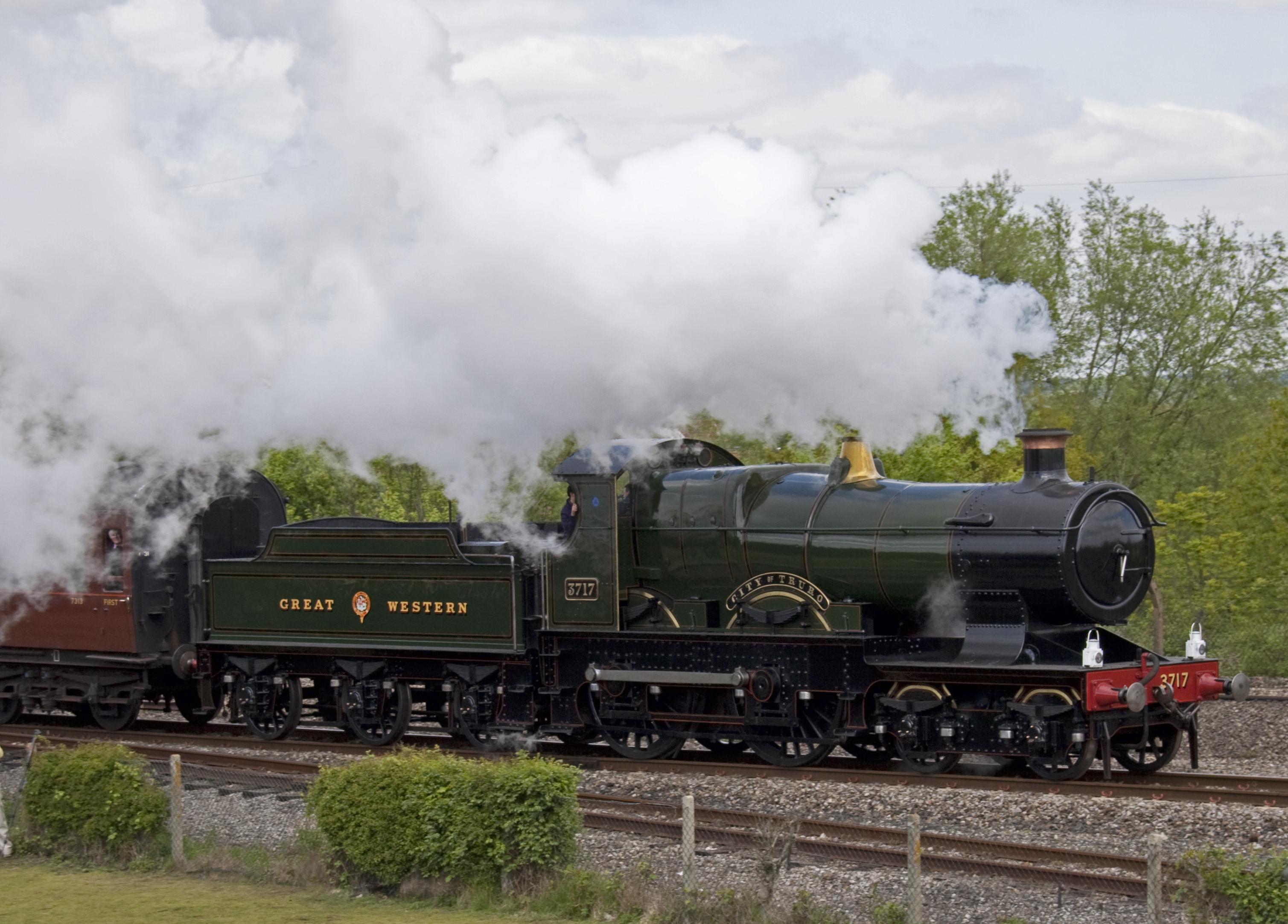
Locomotora City of Truro

El Great Western Railway (GWR) prefirió retener bastidores interiores en sus máquinas de cilindros interiores 4-4-0. Una máquina de su Clase City, la City of Truro, diseñada por George Jackson Churchward y construida en los Talleres de Swindon del GWR en 1903, fue supuestamente la primera locomotora de vapor en Europa en superar las 100 millas por hora (160,9 km/h), alcanzando una velocidad de 102,3 millas por hora (164,6 km/h) el 9 de mayo de 1904 mientras transportaba el especial Ocean Mails de Plymouth y la Estación de Paddington de Londres.
Aunque las 4-4-0 de cilindros interiores habías sido reemplazadas en gran medida por locomotoras más grandes para los trenes expresos de las líneas principales en 1920, el tipo permaneció en uso en Escocia y East Anglia, donde eran comunes las líneas que no podían soportar locomotoras más pesadas o más grandes. Por lo tanto, tanto la clase Claud Hamilton del Great Eastern Railway de 1900 a 1911; como la clase Director del Gran Ferrocarril Central de 1920, fueron perpetuadas por el Ferrocarril de Londres y del Noreste en 1923. Hasta 1932, el Ferrocarril de Londres, Midland y Escocés también continuó construyendo sus máquinas de la Clase 2P del tipo 4-4-0s con la disposición tradicional de cilindros interiores para el trabajo secundario de pasajeros.

#### Locomotoras ténder de tres cilindros

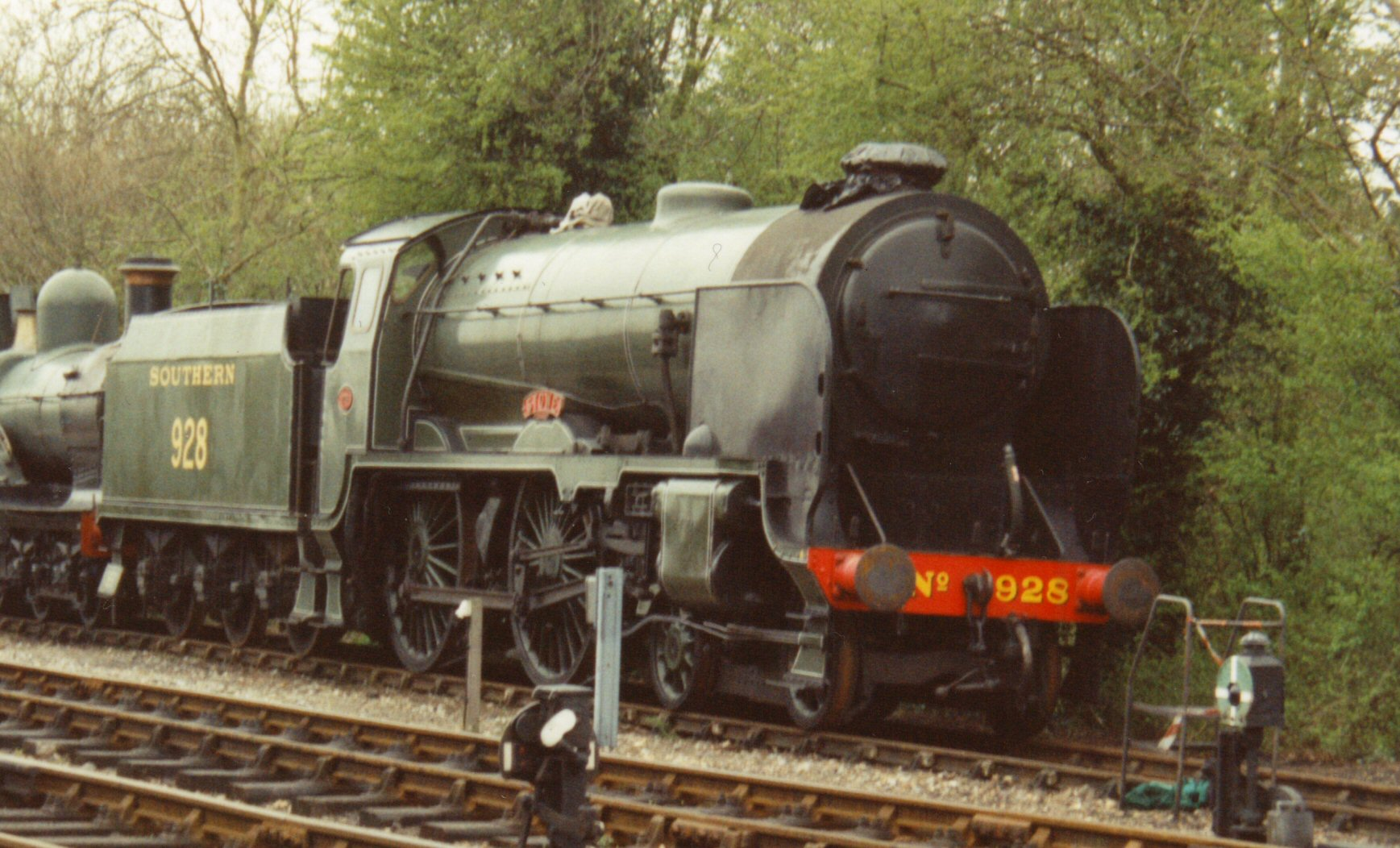
Locomotora Stowe ClaseSchools del Ferrocarril del Sur, construida en 1934

Wilson Worsdell del Ferrocarril del Noreste realizó pruebas con locomotora compuestas de tres cilindros en 1898, al igual que Samuel Johnson del Ferrocarril de Midland en 1901 y Francis Webb del Ferrocarril de Londres y del Noroeste. De estos ensayos, el desarrollo del diseño de Johnson (completado por Richard Deeley) del Ferrocarril de Midland con su Clase 1000 fue el más exitoso. Estas máquinas continuaron siendo construidas por el Ferrocarril de Londres, Midland y Escocés (LMS) desde 1905, produciéndose la LMS Compound 4-4-0 casi idéntica hasta 1932.
Las locomotoras británicas de expansión simple (simplex) de tres cilindros incluían a las Hunt y Shire 4-4-0 LNER Clase D49 de 1927-28 ideadas por Nigel Gresley. Sin embargo, el diseño 4-4-0 más potente y exitoso jamás construido fue la Clase Schools del Ferrocarril del Sur, una serie de locomotoras concebidas por Richard Maunsell construidas entre 1930 y 1935. Estas máquinas se usaron en trenes expresos secundarios entre Londres y las ciudades de la costa sur hasta su retirada en 1962.

### Estados Unidos

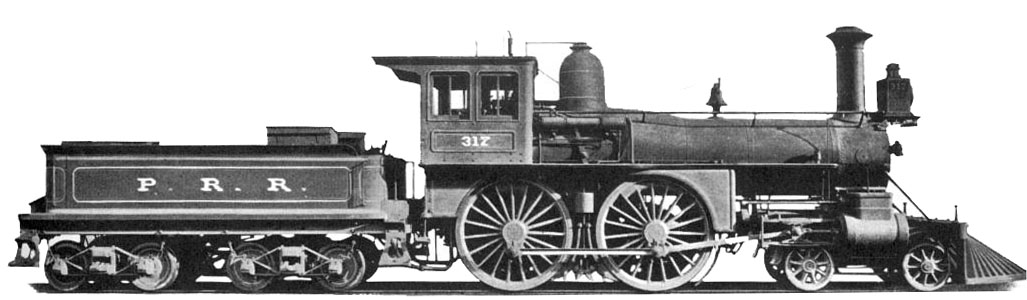
Locomotora Pennsylvania Railroad Clase D6 4-4-0 No. 317, construida en 1881

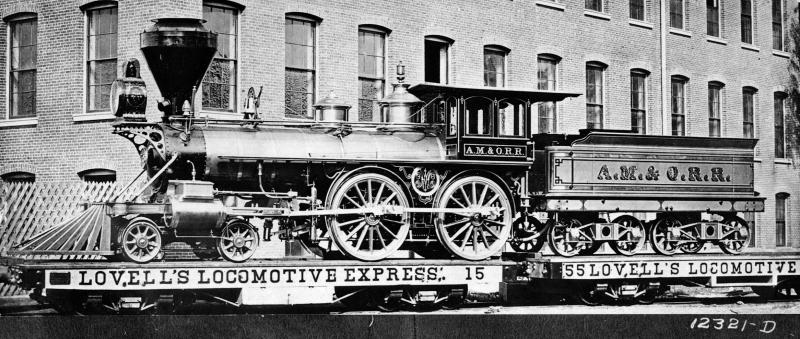
Locomotora del AM&O nº 87, entregada en vagones plataforma debido a la discontinuidad del ancho de vía

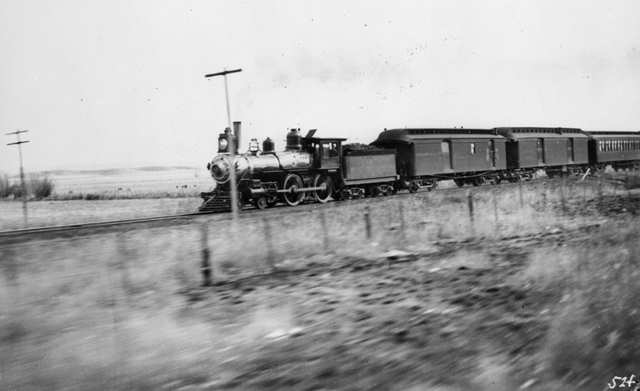
Locomotora AT&SF 4-4-0 con un tren de pasajeros en Kansas (hacia 1895)

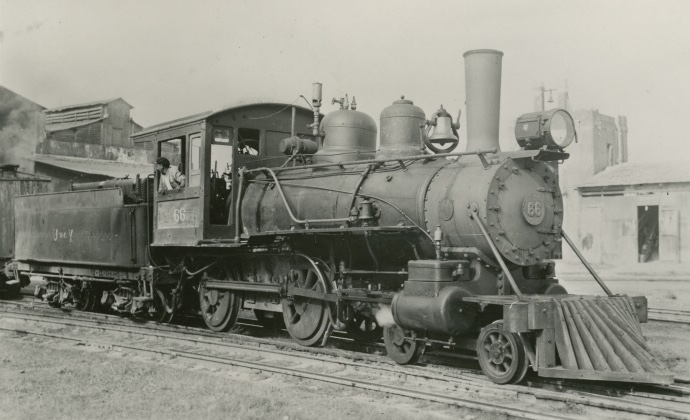
Locomotora de los Ferrocarriles Unidos de Yucatán nº 66, hacia 1953

Dado que las primeras locomotoras en los Estados Unidos se importaron del Reino Unido, el ancho de vía de 4 pies 8,5 plg (1435 mm) Ancho estándar británico también fue adoptado por los primeros ferrocarriles de los Estados Unidos. Cuando comenzó la construcción de nuevas locomotoras en los Estados Unidos en 1831, algunos ferrocarriles nuevos optaron por un ancho diferente, lo que resultó en discontinuidades del ancho a medida que los ferrocarriles comenzaron a enlazarse unos con otros. Además de los problemas del transbordo de la carga, otra consecuencia fue que las nuevas locomotoras para algunos de estos ferrocarriles tuvieron que entregarse en vagones plataforma.
El tipo 4-4-0 desempeñó un papel importante en el desarrollo del transporte ferroviario en los Estados Unidos. Algunas locomotoras notables de esta clase que entraron en servicio en los ferrocarriles de los Estados Unidos son:
- La General, construida en 1855 por Rogers, Ketchum & Grosvenor en Paterson (Nueva Jersey), fue la locomotora fugitiva durante la gran persecución en locomotora de la Guerra de Secesión.[19][20]

- La Texas, construida en 1856 por Danforth, Cooke & Company en Paterson, Nueva Jersey, fue la locomotora que intentó alcanzar a La General durante buena parte de la gran persecución.[21][22]
- La Jupiter, con el Nº 60 del Central Pacific, fue construida por Schenectady Locomotive Works de Nueva York en septiembre de 1868, siendo una de las dos locomotoras que se encontraron en Promontory Summit durante la ceremonia de la finalización del tendido del primer ferrocarril transcontinental de Estados Unidos el 10 de mayo de 1869.[23]
- La Union Pacific No. 119, construida por Rogers Locomotive and Machine Works de Paterson, Nueva Jersey en 1868, fue la otra locomotora presente en la ceremonia de Promontory Summit el 10 de mayo de 1869.[24]
- La Dayton del Ferrocarril de Virginia y Truckee, construida en 1873 por el Central Pacific, tuvo el honor de abrir el ramal entre Carson City y Minden en Nevada en 1906.[25]
- Se cree que la locomotora no. 999 del Ferrocarril de Nueva York y del Río Hudson, construida en 1893 para transportar el Empire State Express, fue la primera máquina en los Estados Unidos que viajó a una velocidad superior a 100 millas por hora (160,9 km/h).[26][27]
- La locomotora No. 4 Roy O. Disney del Ferrocarril de Walt Disney World fue construida en febrero de 1916 por Baldwin Locomotive Works, originalmente como la No. 66 (luego No. 251 en la década de 1960) para los Ferrocarriles Unidos de Yucatán en México, desde donde pasó a operar en el ferrocarril que rodea Magic Kingdom en Orlando, Florida.[28]

Hacia 1910, las máquinas de configuración 4-4-0 ya se consideraban obsoletas, siendo reemplazadas por las locomotoras Mikado, Pacific y otras todavía más grandes, aunque continuaron en servicio en algunos lugares hasta la década de 1950. La última 4-4-0 que se construyó fue un diminuto producto Baldwin para los Ferrocarriles Unidos de Yucatán en 1945. Menos de cuarenta 4-4-0 se han preservado en los Estados Unidos, excluidas las reproducciones.

Entre 1959 y 1989, Crown Metal Products Company de Wyano, Pensilvania, construyó reproducciones accionadas por vapor de diseños clásicos 4-4-0 para su uso en parques de atracciones. La más grande, de la que se produjeron 18 unidades, se diseñó para vías estrecha (de 3 pies (914 mm)). La mayoría están modeladas según los diseños estadounidenses del siglo XIX, pero las producidas para Busch Gardens tienen un estilo europeo. Muchos de estos trenes continúan operando diariamente en parques como Kings Island y Worlds of Fun, así como en el Ferrocarril del Zoo de Omaha (en el Zoo & Acuario Henry Doorly).

## Locomotoras históricas operativas

### América del Norte
Hay un puñado de locomotoras de vapor 4-4-0 de tamaño completo construidas antes de 1945 que todavía funcionan en EE. UU. y Canadá. La siguiente es una lista de ubicaciones con al menos un ejemplar operativo y las vías en que circula.
| Localización                                  | Dirección                      | Numeración/Nombre | Ancho de vía             | Número de 4-4-0 | Año(s) de construcción | Notas |
| --------------------------------------------- | ------------------------------ | ----------------- | ------------------------ | --------------- | ---------------------- | --- |
| Residencia privada de Dan Markoff             | Las Vegas, Nevada, EE. UU.     | 4 / Eureka        | 3 pies (914 mm)          | 1               | 1875                   | Mantiene su caldera original. |
| Museo del Ferrocarril del Estado de Nevada    | Carson City, Nevada, EE.UU.    | 22 / Inyo         | 4 pies 8,5 plg (1435 mm) | 1               | 1875                   | Ha aparecido en más de 20 películas del oeste de Hollywood.                                                                               |
| Ferrocarril Prairie Dog Central               | Winnipeg, Manitoba, Canadá     | 3                 | 4 pies 8,5 plg (1435 mm) | 1               | 1882                   | |
| Ferrocarril South Simcoe                      | Tottenham (Ontario), Canadá    | 136               | 4 pies 8,5 plg (1435 mm) | 1               | 1883                   | |
| Ferrocarril Walt Disney World (Magic Kingdom) | Bay Lake (Florida), EE.UU.     | 4 / Roy O. Disney | 3 pies (914 mm)          | 1               | 1916                   | Significativamente alterada de su apariencia original para parecerse a las locomotoras de vapor de la década de 1880.                     |
| Ferrocarril Weiser (Greenfield Village)       | Dearborn (Míchigan), EE.UU.    | 1 / Edison, 7     | 4 pies 8,5 plg (1435 mm) | 2               | 1870; 1897             | La locomotora de vapor construida en 1870 era originalmente una 0-4-0; fue reconstruido como una 4-4-0 en 1932 por la Ford Motor Company. |
| Ferrocarril Wilmington & Western              | Marshallton (Delaware), EE.UU. | 98                | 4 pies 8,5 plg (1435 mm) | 1               | 1909                   | |